# Brażynci
Brażynci – wieś na Ukrainie, w obwodzie chmielnickim, w rejonie połońskim